# Polibutilene
Il polibutilene (o polibutilene-1, poli(1-butene), PB-1) è una poliolefina, un polimero saturato di formula (C4H8)n.
Il polibutilene si produce per polimerizzazione dell'1-butene, usando catalizzatori di Ziegler-Natta supportati (di terza o quarta generazione). Questo polimero presenta un alto peso molecolare, è lineare, isotattico e semicristallino. Combina le caratteristiche tipiche delle poliolefine classiche con alcune proprietà dei tecnopolimeri.
Il polibutilene, quando utilizzato tal quale o in forma di resina rinforzata, può sostituire materiali come metalli, gomme e polimeri ingegneristici. Viene anche utilizzato sinergicamente come un plastificante per alterare le caratteristiche di poliolefine quali polipropilene e polietilene. Date le sue proprietà specifiche, è principalmente usato in tubi sottoposti a pressione, in packaging flessibili, adesivi.

## Sintesi
Il polibutilene isotattico è sintetizzato commercialmente con due tipi di catalizzatori di Ziegler-Natta. Il primo tipo di catalizzatore contiene due componenti: un pre-catalizzatore solido (la forma δ-cristallina del TiCl3) insieme ad una soluzione di alluminio organico come Al(C2H5)3. L'ingrediente attivo del catalizzatore è il TiCl4 intrappolato in un supporto microcristallino di MgCl2. Questo catalizzatore contiene anche dei modificatori appartenenti alla categoria degli esteri o degli eteri. I pre-catalizzatori sono attivati dalla combinazione dei composti di alluminio organico e i modificatori organici o organometallici. Due dei maggiori vantaggi tecnologici del catalizzatore immobilizzato sono l'alta produttività e l'alta percentuale di polimero cristallino isotattico che viene prodotto a 70–80 °C in condizioni standard di polimerizzazione.

## Caratteristiche
Scaldato al di sopra di 190 °C, il polibutilene può essere facilmente sottoposto a stampaggio a iniezione, soffiaggio o compressione o estrusione. A causa della sua struttura cristallina e il peso molecolare elevato, ha una buona resistenza alla pressione idrostatica, mostrando raramente danni anche ad alte temperature. È flessibile, resiste bene agli impatti e ha una buona resistenza elastica.
Il polibutilene isotattico cristallizza in tre forme diverse. La cristallizzazione parte dalla soluzione della forma III, con un punto di fusione di 106.5 °C. Dopo la fusione della forma III, tramite il raffreddamento si arriva alla forma II che fonde a 124 °C e ha una densità di 0,89 g/cm³. A temperatura ambiente, si converte spontaneamente nella forma I che ha un punto di fusione di 135 °C e ha densità pari a 0,95 cm³.
Il polibutilene generalmente è resistente ad agenti chimici come detergenti, olii, grassi, acidi, basi, alcoli, chetoni, idrocarburi alifatici e composti polari come l'acqua. Mostra minore resistenza ad idrocarburi aromatici o contenenti cloro o ad acidi ossidanti rispetto ad altri polimeri come polisolfoni o poliammidi 6/6. Altre caratteristiche importanti sono eccellente resistenza all'abrasione e fluidità alla fusione, e buona capacità di riscaldamento. È compatibile con polipropilene, gomme di propil-etilene e elastomeri termoplastici.
Alcune proprietà: 
- Modulo elastico: 290–295 MPa
- Carico di rottura: 36.5 MPa
- Peso molecolare medio: 725,000 (g/mol)
- Cristallinità: 48–55%
- Assorbimento igroscopico: <0.03%
- Temperatura di transizione vetrosa: da –25 a –17 °C
- Conducibilità termica: 0.22 W/(m·K)

## Applicazioni

### Tubature
Il principale uso del polibutilene in questo campo è quello delle tubature flessibili a pressione per bevande fredde, calde e distribuzione d'acqua, teleriscaldamento e sistemi di riscaldamento e raffreddamento ad area. Lo standard ISO 15876 definisce i requisiti del materiale per le tubature. I parametri più importanti sono saldabilità, resistenza alle temperature, flessibilità e resistenza alla pressione isdrostatica.

### Colle a caldo
Il polibutilene è compatibile con un'ampia varietà di resine adesivanti. Permette di ottenere elevata coesione e adesione, e aiuta a modificare il tempo utile dell'adesivo (ampliandolo fino a 30 minuti) data la lenta cinetica di cristallizzazione. Migliora inoltre la stabilità termica e la viscosità dell'adesivo.

## Longevità
Tubature e sistemi di riscaldamento in polibutilene sono utilizzati in Europa e Asia da più di 30 anni. Sistemi di riscaldamento a pavimento installati in Germania e Austria negli anni '70 sono ancora regolarmente funzionanti.
Un altro esempio è l'installazione di tubi in polibutilene nel Vienna Geothermal Project (1974), dove acqua geotermica aggressiva viene distribuita a una temperatura di servizio di 54 °C e a una pressione di 10 bar. I tubi in polibutilene si sono dimostrati più longevi rispetto a tubi di altri materiali utilizzati nella stessa installazione, che si sono guastati o corrosi in minori intervalli di tempo.

## Cause e procedimenti legali
Tubazioni in polibutilene sono state usate in milioni di case costruite negli Stati Uniti dal 1978 al 1997 circa. Problemi di perdite e rottura dei tubi hanno portato a una causa collettiva, Cox v. Shell Oil, che si è conclusa con risarcimenti per il valore di un miliardo di dollari.
Le perdite sono state attribuite alla degradazione del polibutilene esposto ad acqua addizionata con composti a base di cloro.